# Deutsche Akademie der Technikwissenschaften
La Deutsche Akademie der Technikwissenschaften, en français l'« Académie allemande des sciences et de la technologie » ou « Académie allemande des sciences et de l'ingénierie » est une association privée et sans but lucratif, fondée en 2002, qui a pour objectif le conseil politique sur les questions techniques et technologiques pour l'ingénierie et les sciences appliquées. L'association utilise également le mot-valise acatech (raccourci d'académie et technologie ).

## Objectifs
En plus du conseil politique sur les questions techniques et technologiques pour l'ingénierie et les sciences appliquées, l'association représente les intérêts des sciences techniques allemandes dans le pays à l'étranger. L'Académie est financée par un financement institutionnel de l'État fédéral et des seize États régionaux, ainsi que par des dons et à des fonds de tiers liés à des projets. Le patronage de l'Académie est assuré par le président de la République fédérale d'Allemagne.

## Historique
Le concept d'une représentation nationale des sciences techniques allemandes sous la forme d'une académie scientifique a émergé à la fin du XIXe siècle, à l'instigation des conseillers princiers Aloïs Riedler et Adolf Slaby ; mais l'opposition de l'université allemande a retardé cette initiative, contrairement aux États-Unis où l'Académie nationale d'ingénierie est fondée en 1964 ou au Royaume-Uni avec la Royal Academy of Engineering en 1976, ou encore en Suisse avec l'Académie suisse des sciences techniques. Une telle organisation n'existera en Allemagne, qu'à la fin du XXe siècle.
En novembre 1997 est constitué à Berlin une Arbeitsgemeinschaft Konvent für Technikwissenschaften (un groupe de travail pour une convention  pour les sciences techniques), sur initiative de l'Académie des sciences de Berlin-Brandebourg et de l'Académie des sciences et des arts de Rhénanie-du-Nord-Westphalie. Günter Spur est élu président du conseil de la convention qui, au départ, compte environ 50 membres issus des deux académies fondatrices.
Pour élargir la base de cette convention, les présidents des sept académies des sciences existantes qui se sont associées dans l'Union des académies des sciences allemandes, participent à cette union. La convention est étendue en février 2002, et l'association prend son nom actuel et est dûment enregistrée. La convention opte pour le sigle akatech, bientôt transformé en acatech.

## Structure
Acatech est dirigée par trois organes : l'« assemblée générale », le « conseil exécutif » et le « sénat ». S'y ajoute aussi une « association des amis d'acatech ». 
- Le conseil exécutif représente acatech et définit les lignes directrices pour le contenu du travail entrepris par les membres dans les groupes de projet et les réseaux thématiques. Les membres du conseil  sont élus par l'assemblée générale pour une période de trois ans. Les membres du conseil élisent les présidents.
- Le sénat conseille l'acatech sur les questions de stratégie. Ses membres sont des dirigeants et présidents de grandes sociétés technologiques, présidents des principales organisations scientifiques en Allemagne, comme la Fraunhofer-Gesellschaft, la Fondation allemande pour la recherche (DFG), la Leibniz-Gemeinschaft et des représentants politiques. La présidence du Sénat est assurée par l'ancien PDG de ThyssenKrupp. Son prédécesseur de 2002 à 2012 était Roman Herzog, ancien président de la République fédérale d'Allemagne.
- Les corporations et des particuliers sont affiliés à l'association des amis d'acatech, qui soutient le travail d'acatech par des subventions et des dons.

acatech a son siège social à la Residenz de Munich et des succursales à Berlin et à Bruxelles. Au niveau international, elle joue un rôle dans le Conseil européen des sciences appliquées et de l'ingénierie (Euro-CASE) et son équivalent mondial, le Conseil international des académies des sciences de l'ingénierie et de la technologie (CAETS).

## Membres
L'adhésion se fait par cooptation, sur recommandation d'un membre et de deux rapports qui évaluent les réalisations scientifiques du nouveau membre potentiel. En mars 2021 l'Académie compte 603 membres,.

## Publications
acatech publie le résultat de ses travaux scientifiques dans trois séries de monographies :
- Avis
- Rapports de projets
- Débats acatech

De plus acatech publie des rapports annuels et un journal qui porte le nom TRANSFER.
Les avis, sous le titre « acatech takes a position », sont des avis assez brefs sur les évolutions de la politique concernant les sciences techniques et technologiques. Ils sont émis par les experts de premier plan.
Les rapports de projets sous le titre « acatech reports and advises », décrivent les résultats obtenus par les groupes de projets acatech. Ce sont des études pluriannuelles menées par des groupes interdisciplinaires, et qui recommandent des actions spécifiques.
Les débats acatech (« acatech debates ») sont des rapports sur des symposiums, séminaires et autres projets dont les résultats ne sont pas des recommandations officielles.